# Kerkgebouw De Levende Steen
Het kerkgebouw (door de gemeente de Dome genoemd) van Levende Steen Ministries is een kerk in de Nederlandse plaats Spijkenisse. De gemeente was eerder gevestigd in Hoogvliet. Op 22 juni 2011 werd de eerste paal van het nieuwe kerkgebouw geslagen.
Het gebouw heeft in totaal meer dan 2500 zitplaatsen, verdeeld over verschillende zalen. De grootste zaal heeft 2011 zitplaatsen waarmee het qua zitplaatsen een van de grootste kerken van Nederland is. Het gebouw is op 28 maart 2013 officieel geopend.
De kerkelijke gemeente (ook wel Levende Steen Ministries genoemd) is een pinkstergemeente. Apostel Edgar Holder is samen met zijn vrouw Irma Holder voorganger (pastor) van de gemeente. De gemeente verzorgt wekelijkse televisie-uitzendingen op SBS6 en de diensten zijn ook te volgen via livestream en Facebook en terug te luisteren via het Spotify-kanaal van Levende Steen Ministries.